# Christuskirche (Linz)
Die Christuskirche ist eine evangelische Pfarrkirche im Linzer Stadtteil Spallerhof. Seit 2016 gehört sie zur „Evangelischen Pfarrgemeinde A. B. Linz-Süd“ in der Evangelischen Superintendentur A. B. Oberösterreich.

## Pfarrgeschichte
Bis zum Ende des Zweiten Weltkriegs gehörten die südlichen Stadtteile von Linz zur Evangelischen Pfarrgemeinde der Martin-Luther-Kirche. Mit dem Zustrom von Flüchtlingen, insbesondere von Siebenbürger Sachsen, und der Zunahme der Einwohner evangelischen Bekenntnisses wurde im Jahr 1953 die Evangelische Pfarrgemeinde Linz-Süd gegründet. 1965 wurde die Johanneskirche im Linzer Stadtteil Neue Heimat errichtet und 1978 als selbständige Pfarrgemeinde von der Christusgemeinde abgetrennt. 2013 wurden beide Gemeinden zu einem Gemeindeverband zusammengelegt und am 1. Jänner 2016 zur „Evangelische Pfarrgemeinde A. B. Linz-Süd“ zusammengeschlossen, wobei die regulären Gottesdienste in der Johanneskirche abgehalten werden.

## Architektur
Ein erster Kirchenbau entstand in den Jahren 1951 bis 1953 nach einem Entwurf des Linzer Architekten Alfred Berghofer. Der nach Südwesten ausgerichtete und mit dem Pfarrhof zusammengefasste schlichte Kirchenbau musste 1971 aufgrund von akuten statischen Problemen abgetragen werden. An seiner Stelle entstand bis 1974 ein in VÖEST-Systembauweise errichtetes Gemeindezentrum mit funktionalem, auf flexible Nutzung ausgerichteten Kirchenraum, der durch ein umlaufendes Fensterband belichtet wird. Der Altarraum ist mit einer von Margret Bilger geschaffenen Farbverglasung der Glaswerkstätte Stift Schlierbach ausgestattet. Kanzel, Taufstein und das Kreuz an der Außenwand wurden als drei Stahlobjekte von Helmuth Gsöllpointner gestaltet.